# Acalypha subcuneata
Acalypha subcuneata é uma espécie de flor do gênero Acalypha, pertencente à família Euphorbiaceae.